# Liste der Biografien/Alm
Liste der Biografien |
Portal Biografien |
Personensuche
# |
A |
B |
C |
D |
E |
F |
G |
H |
I |
J |
K |
L |
M |
N |
O |
P |
Q |
R |
S |
T |
U |
V |
W |
X |
Y |
Z |
?
 
Aa |
Ab |
Ac |
Ad |
Ae |
Af |
Ag |
Ah |
Ai |
Aj |
Ak |
Al |
Am |
An |
Ao |
Ap |
Aq |
Ar |
As |
At |
Au |
Av |
Aw |
Ax |
Ay |
Az
 
Ala |
Alb |
Alc |
Ald |
Ale |
Alf |
Alg |
Alh |
Ali |
Alj |
Alk |
All |
Alm |
Aln |
Alo |
Alp |
Alq |
Alr |
Als |
Alt |
Alu |
Alv |
Alw |
Alx |
Aly |
Alz
Die Liste der Biografien führt alle Personen auf, die in der deutschsprachigen Wikipedia einen Artikel haben. Dieses ist eine Teilliste mit 349 Einträgen von Personen, deren Namen mit den Buchstaben „Alm“ beginnt.

## Alm
- Alm, Andreas (* 1973), schwedischer Fußballspieler und -trainer
- Alm, Eivor (1924–2011), schwedische Skilangläuferin
- Alm, Ernst (1900–1980), schwedischer Skilangläufer
- Alm, Henrik (1894–1966), schwedischer Kunsthistoriker
- Alm, Jenny (* 1989), schwedische Handballspielerin
- Alm, Jesper (* 1995), schwedischer Unihockeyspieler
- Alm, Juha (* 1969), finnischer Skilangläufer
- Alm, Knut (1889–1969), schwedischer Langstreckenläufer
- Alm, Ludwig (1917–1976), deutscher Fußballspieler
- Alm, Maja (* 1988), dänische Orientierungsläuferin und Leichtathletin
- Alm, Niko (* 1975), österreichischer Unternehmer, Bürgerrechtler und Politiker (NEOS), Abgeordneter zum Nationalrat, Autor
- Alm, Wolfgang (* 1960), deutscher Bauingenieur und Direktor des Information Management Instituts an der Hochschule Aschaffenburg

### Alma
- Alma (* 1968), bosnische Sängerin
- Alma (* 1988), französische Sängerin
- Alma (* 1996), finnische PopsängerinAlma (* 1996)

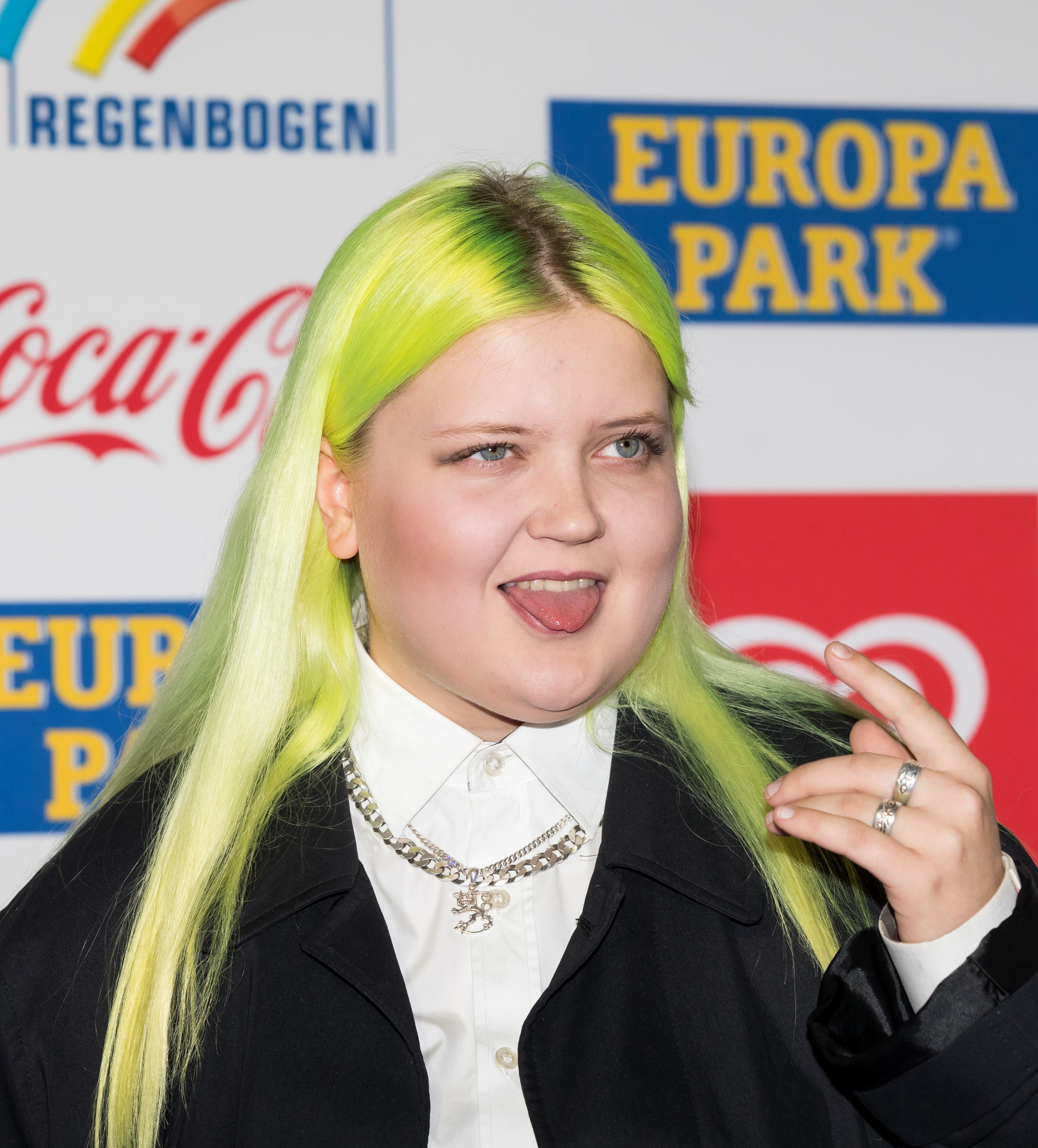
Alma (* 1996)

- Alma D. Möller (* 1961), isländische Medizinerin und Politikerin
- Alma, Fritz Herbert (1902–1981), österreichischer Paläontologe
- Alma, Marian (1860–1937), polnischer Opernsänger (Bass), Theater- und Filmschauspieler
- Alma, Oumarou (1951–2025), nigrischer Manager und Politiker
- Alma-Tadema, Laura Theresa (1852–1909), britische Malerin und Illustratorin
- Alma-Tadema, Lawrence (1836–1912), britischer Maler und ZeichnerLawrence Alma-Tadema (1836–1912)

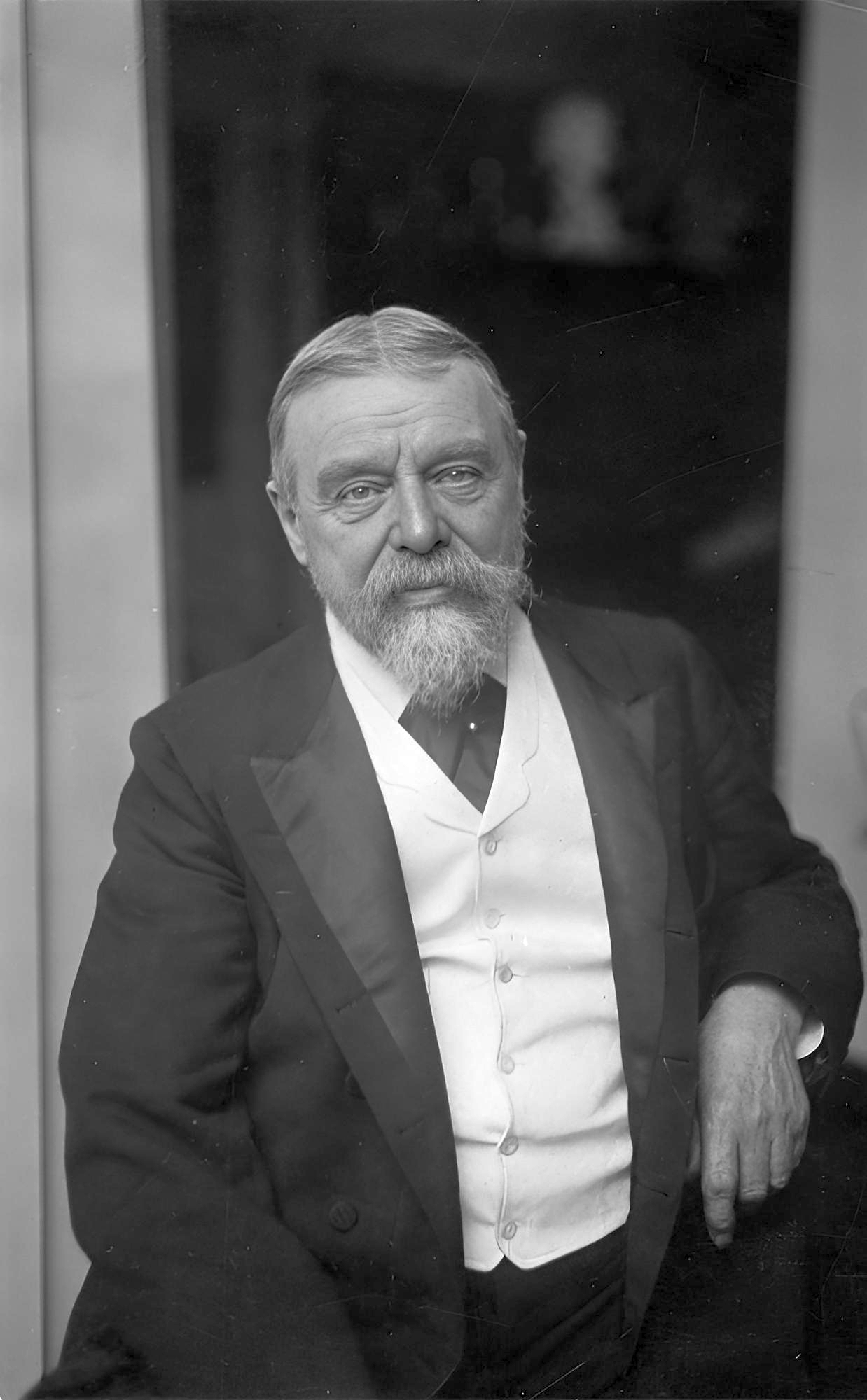
Lawrence Alma-Tadema (1836–1912)

- Almaas, Hameed Ali (* 1944), US-amerikanischer mystischer Philosoph, Autor und spiritueller Lehrer und Therapeut
- Almaas, Jon (* 1967), norwegischer Moderator und Schauspieler
- Almacı, Egemen Mustafa, türkischer Schauspieler
- Almaci, Meyrem (* 1976), belgische Politikerin
- Almada, Antão de (1573–1644), portugiesischer Adliger und Diplomat
- Almada, Carlos (1918–1982), argentinischer Tangosänger
- Almada, Enrique (1934–1990), uruguayischer Komiker, Schauspieler, Schriftsteller, Komponist und Musiker
- Almada, Enrique (* 1963), Schweizer Schachspieler
- Almada, Fidélis Cabral d’ (* 1929), guinea-bissauischer Politiker
- Almada, Guillermo (* 1969), uruguayischer Fußballspieler und -trainer
- Almada, Janira Hopffer (* 1978), kap-verdische Politikerin
- Almada, Juan Carlos (* 1965), argentinischer Fußballspieler
- Almada, Martín (1937–2024), paraguayischer Menschenrechtsaktivist
- Almada, Óscar (* 1943), uruguayischer Radrennfahrer
- Almada, Selva (* 1973), argentinische Schriftstellerin
- Almada, Thiago (* 2001), argentinischer Fußballspieler
- Almadhoun, Ghayath (* 1979), palästinensisch-schwedischer Schriftsteller
- Almagià, Roberto (1884–1962), italienischer Geograph
- Almagor, Gila (* 1939), israelische Schriftstellerin und Schauspielerin
- Almagro Castellanos, Sebastián (1923–2006), spanischer Unternehmer und Pilot
- Almagro el Mozo, Diego de († 1542), spanischer Konquistador und De-facto-Gouverneur von Peru
- Almagro, Diego de († 1538), spanischer KonquistadorDiego de Almagro († 1538)

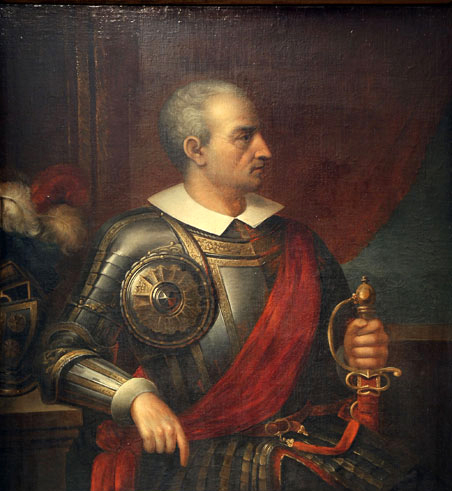
Diego de Almagro († 1538)

- Almagro, Luis (* 1963), uruguayischer Politiker
- Almagro, Nicolás (* 1985), spanischer Tennisspieler
- Almaguer, Sergio (* 1969), mexikanischer Fußballspieler und -trainer
- Almahady, Illias (* 1944), nigrischer Offizier
- Almalla, Abdullah Rajab (* 1989), syrischer Filmregisseur und Drehbuchautor
- Alman, Samuel (1879–1947), russisch-britischer Chorleiter und Komponist
- Almani, Joseph (* 1984), US-amerikanischer Schauspieler, Stuntman und Model
- Almanqour, Nasser (1930–2007), saudi-arabischer Diplomat
- Almansa, David (* 2006), spanischer Motorradrennfahrer
- Almansa, Izan (* 2005), spanischer Basketballspieler
- Almansi, Emilio (1869–1948), italienischer Mathematiker
- Almanson, Josh (* 1982), US-amerikanischer Basketballspieler
- Almansor († 1002), Regent im Kalifat von CórdobaAlmansor († 1002)

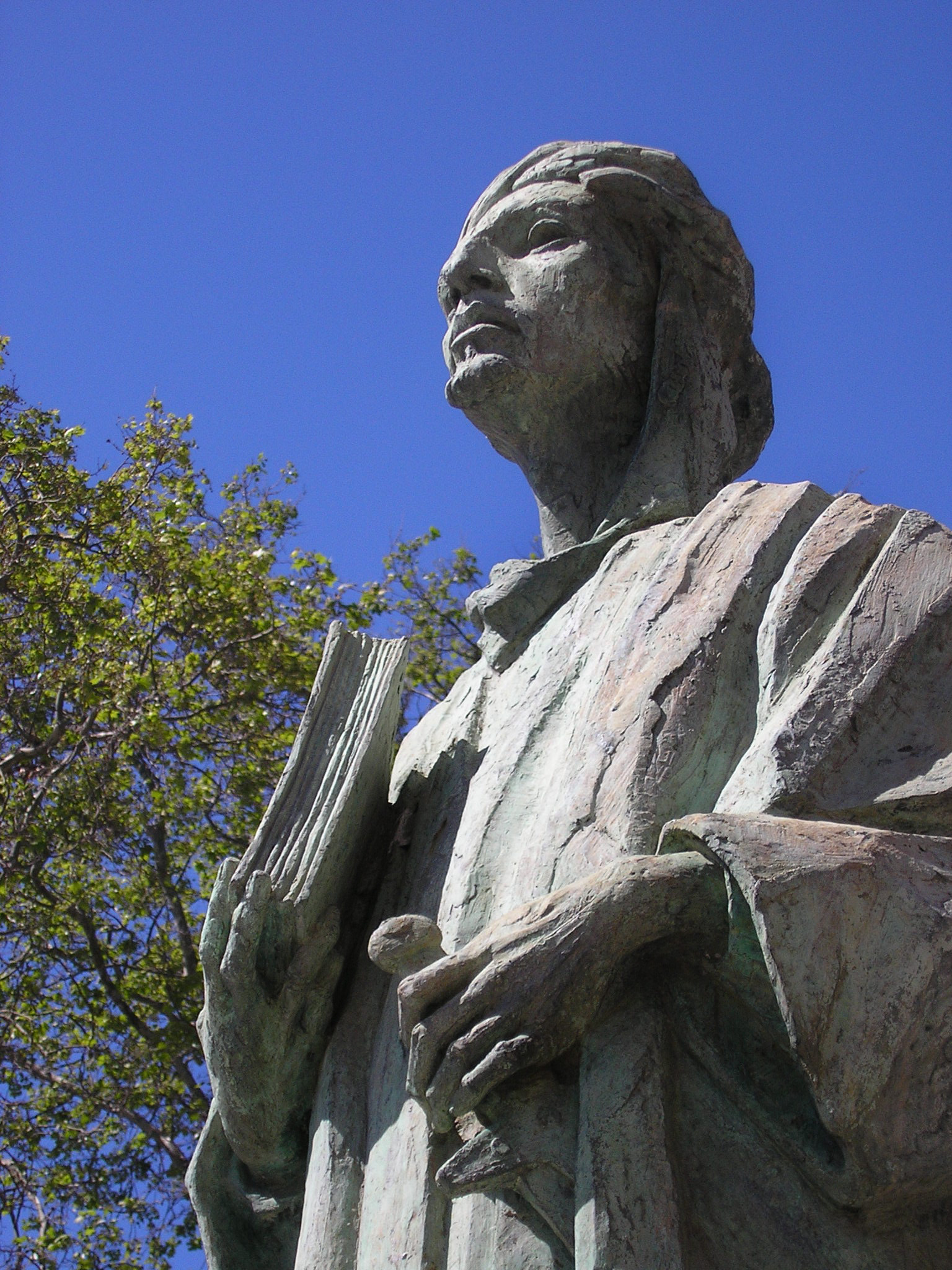
Almansor († 1002)

- Almanus, Paulus, deutscher Uhrmacher und Laienbruder
- Almanza, Alberto (1940–2023), mexikanischer Basketballspieler
- Almanza, Néstor (* 1971), kubanischer Ringer
- Almanza, Rose Mary (* 1992), kubanische Leichtathletin
- Almánzar Rodríguez, Armando (1935–2017), dominikanischer Schriftsteller und Filmkritiker
- Almanzi, Joseph (1801–1860), italienischer Autor
- Almanzor, José (1929–2017), mexikanischer Bogenschütze
- Almaraz y Santos, Enrique (1847–1922), katholischer Theologe und Kardinal
- Almario, Cirilo (1931–2016), philippinischer Geistlicher, römisch-katholischer Bischof von Malolos
- Almas, Andrade (* 1989), mexikanischer WrestlerAndrade Almas (* 1989)

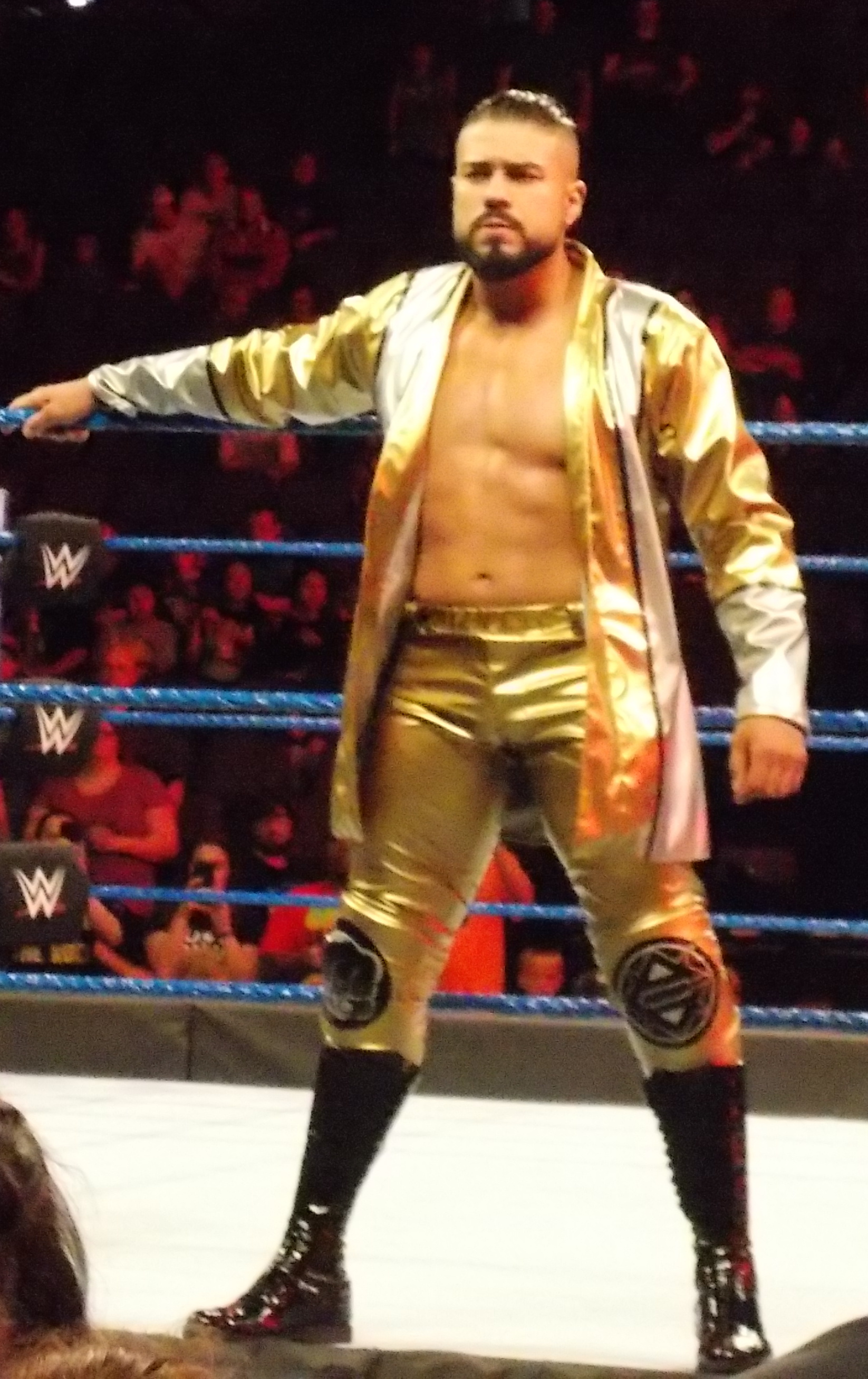
Andrade Almas (* 1989)

- Almas, Deniz (* 1997), deutscher Leichtathlet
- Almas, Josef (1896–1948), deutscher Schauspieler
- Almas-Dietrich, Maria (1892–1971), deutsche Kunsthändlerin
- Almășan, Bujor (1924–1998), rumänischer Politiker (PCR)
- Almășan, Ioan (* 1962), rumänischer Fußballtorhüter und -trainer
- Almási, Ladislav (* 1999), slowakischer Fußballspieler
- Almási, Zoltán (* 1976), ungarischer Schachmeister
- Almasian, Joe (* 1967), armenischer Bobsportler
- Almasri, Maria (* 2004), israelische Fußballspielerin
- Almassy, Susanne von (1916–2009), österreichische Schauspielerin
- Almássy, Tasziló (1847–1915), ungarischer Maler und Magnat
- Almássy, Zsuzsa (* 1950), ungarische Eiskunstläuferin
- Almásy, György (1867–1933), ungarischer Forschungsreisender, Zoologe und Ethnograph
- Almásy, Ladislaus (1895–1951), Pilot und AutomobilpionierLadislaus Almásy (1895–1951)

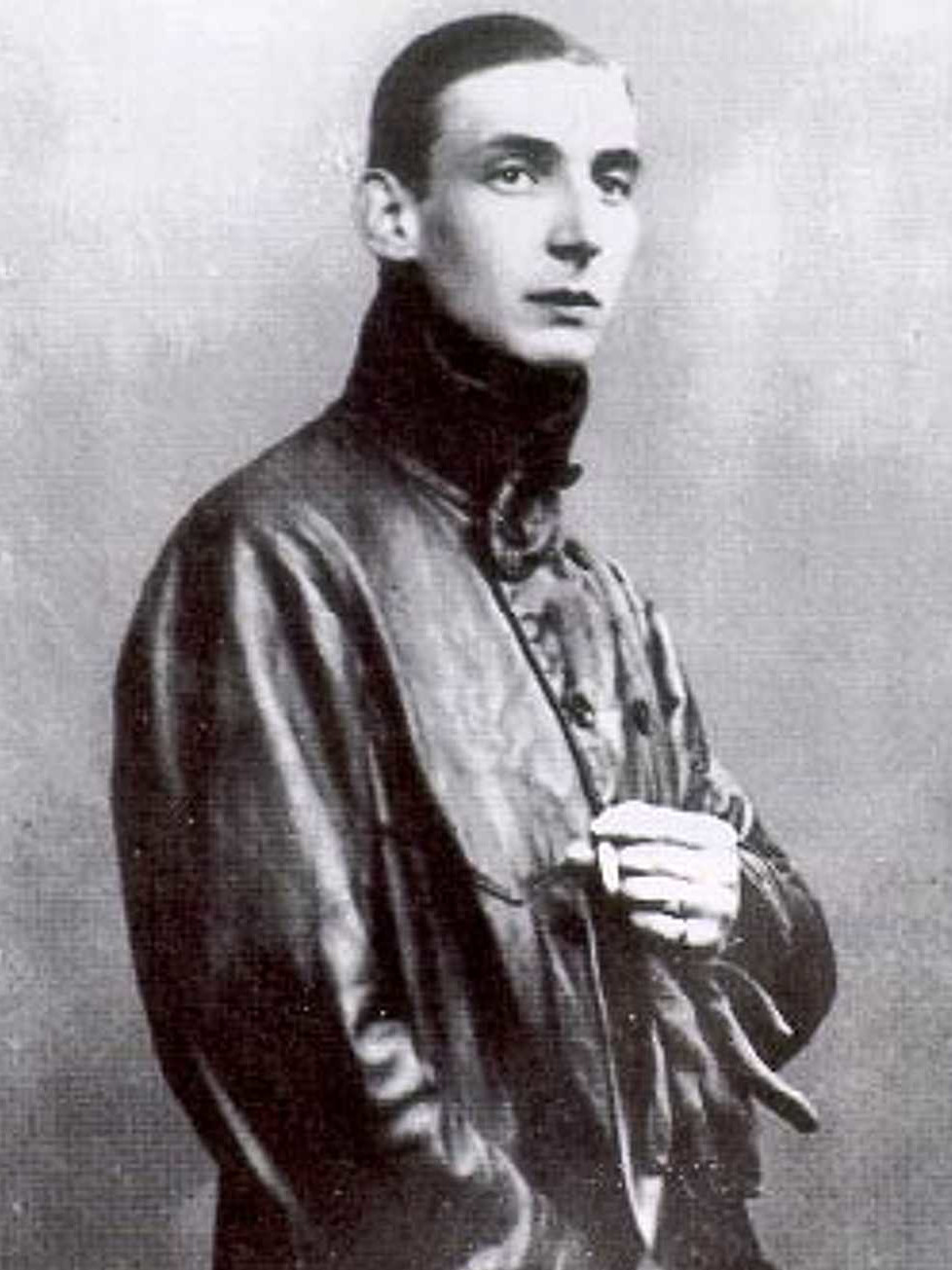
Ladislaus Almásy (1895–1951)

- Almásy, László (1869–1936), ungarischer Politiker und Präsident des Abgeordnetenhauses
- Almásy, Pál (1818–1882), ungarischer Großgrundbesitzer, Politiker und Präsident des Abgeordnetenhauses
- Almásy, Paul (1906–2003), französischer Reportage-Fotograf ungarischer Herkunft
- Almásy, Peter (* 1961), slowakisch-französischer Eishockeyspieler und -trainer
- Almaszadə, Qəmər (1915–2006), aserbaidschanische Ballerina und Ballettlehrerin
- Almay, Selahattin (1909–1971), türkischer Fußballspieler
- Almayew, Sembo (* 2005), äthiopische Hindernisläuferin
- Almazan, Fabian (* 1984), kubanisch-US-amerikanischer Jazzpianist und Filmkomponist
- Almazán, Humberto (* 1924), mexikanischer Schauspieler und katholischer Priester
- Almazán, Miguel (* 1982), mexikanischer Fußballspieler

### Almb
- Almberger, Walter (* 1933), österreichischer Bergsteiger
- Almblad, Jan (* 1985), dänischer Radrennfahrer
- Almblad, Lotta (* 1972), schwedische Eishockeyspielerin
- Almborn, Ove (1914–1992), schwedischer Lichenologe

### Alme
- Almebäck, Michael (* 1988), schwedischer Fußballspieler
- Almedilla, Cosme (* 1959), philippinischer Geistlicher und römisch-katholischer Bischof von Butuan
- Almeida Adamon, Grâce d’ (1951–2005), beninische Rechtsanwältin, Feministin und Menschenrechtsaktivistin
- Almeida Baptista, José Newton de (1904–2001), brasilianischer Geistlicher, römisch-katholischer Erzbischof von Brasília und Militärerzbischof
- Almeida Fleming, Francisco de (1900–1999), brasilianischer Schauspieler, Drehbuchautor, Filmregisseur, Filmproduzent und Kameramann
- Almeida Garrett (1799–1854), portugiesischer Romanschriftsteller, Dichter, Dramaturg und Politiker
- Almeida Júnior (1850–1899), brasilianischer Maler
- Almeida Junior, Ruy Franco de (* 1989), brasilianischer Fußballspieler
- Almeida Moraes Junior, Antônio de (1904–1984), brasilianischer Geistlicher, Erzbischof von Niterói
- Almeida Portugal, Leonor de (1750–1839), portugiesische Adelige und LyrikerinLeonor de Almeida Portugal (1750–1839)

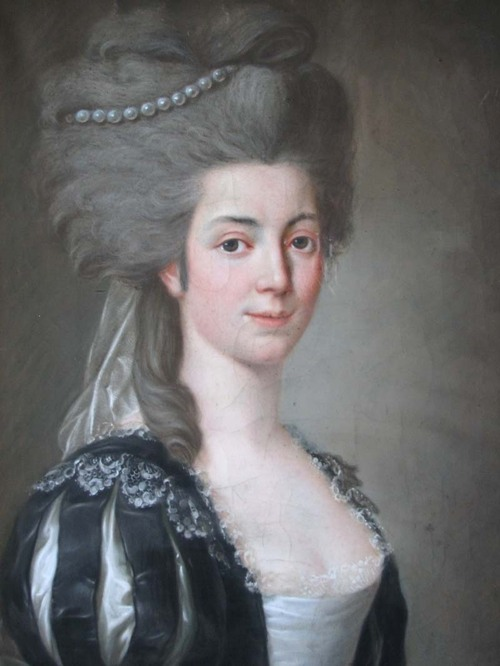
Leonor de Almeida Portugal (1750–1839)

- Almeida Quintana, Omar (* 1981), kubanischer Schachgroßmeister
- Almeida Ribeiro, Paulo de (1932–2007), brasilianischer Fußballspieler und -trainer
- Almeida Rinne, Gabriella De (* 1989), brasilianisch-deutsche Popsängerin und Reality-TV-TeilnehmerinGabriella De Almeida Rinne (* 1989)

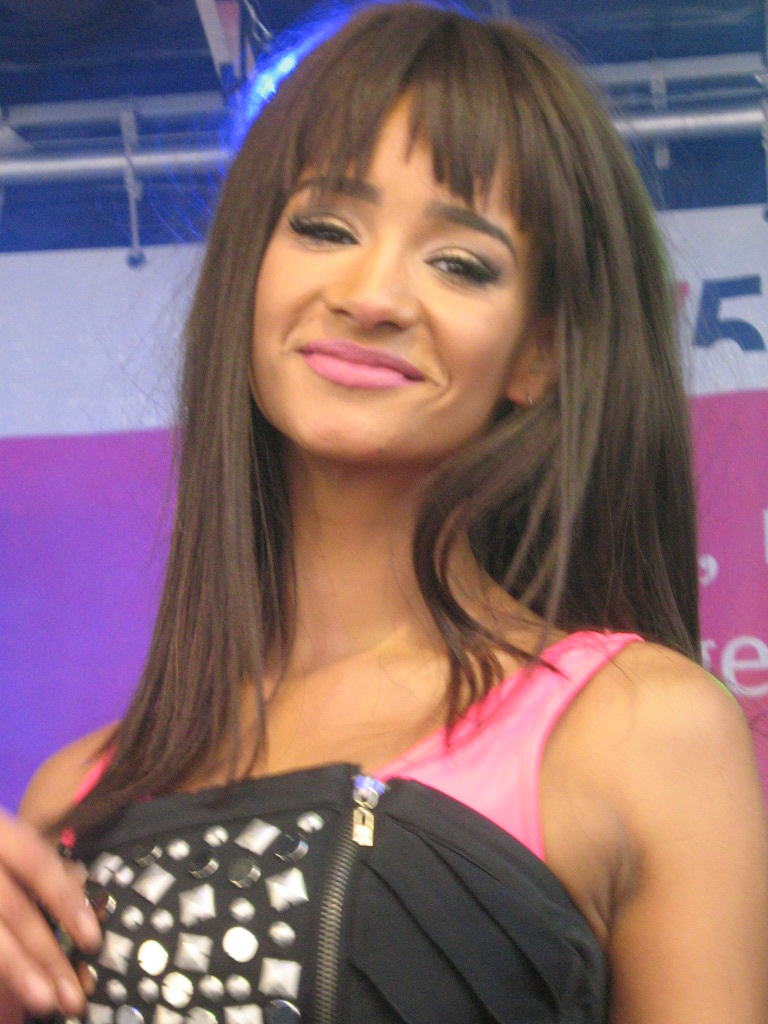
Gabriella De Almeida Rinne (* 1989)

- Almeida Wu, Felipe (* 1992), brasilianischer Sportschütze
- Almeida y Merino, Adalberto (1916–2008), mexikanischer römisch-katholischer Bischof
- Almeida, Acácio de (* 1938), portugiesischer Kameramann und Filmproduzent
- Almeida, Adalberto Lara de (1885–1961), brasilianischer Admiral
- Almeida, Adriana (* 2001), kap-verdische Sprinterin
- Almeida, Aires, osttimoresischer Unabhängigkeitsaktivist
- Almeida, Amarildo (* 1976), guinea-bissauischer Sprinter
- Almeida, André (* 1990), portugiesischer Fußballspieler
- Almeida, André (* 2000), portugiesischer Fußballspieler
- Almeida, Angélica de (* 1965), brasilianische Marathonläuferin
- Almeida, António José de (1866–1929), portugiesischer Politiker
- Almeida, António Victorino de (* 1940), portugiesischer Komponist, Dirigent, Pianist und Schriftsteller
- Almeida, Apollinaris de (1587–1638), portugiesischer Jesuitengeistlicher und Märtyrer
- Almeida, Armando de (1893–1978), brasilianischer Fußballspieler
- Almeida, Armindo Vaz d’ (1953–2016), são-toméischer Politiker, Premierminister von São Tomé und Príncipe
- Almeida, Beto (* 1955), brasilianischer Fußballtrainer
- Almeida, Bruno de (* 1965), portugiesischer Filmregisseur
- Almeida, Christian (* 1989), uruguayischer Fußballspieler
- Almeida, Cristina (* 1944), spanische Rechtsanwältin und Politikerin
- Almeida, Damião Vaz d’ (* 1951), são-toméischer Politiker und Diplomat, Premierminister von São Tomé und Príncipe
- Almeida, David (* 1969), brasilianischer Politiker
- Almeida, Djaimilia Pereira de (* 1982), angolanisch-portugiesische Romanautorin und Essayistin
- Almeida, Etelvina Lopes de (1916–2004), portugiesische Schriftstellerin, Journalistin, Hörfunksprecherin und Politikerin
- Almeida, Eusebio de (* 1985), osttimoresischer Fußballspieler
- Almeida, Ever Hugo (* 1948), uruguayisch-paraguayischer Fußballspieler
- Almeida, Fernando Flávio Marques de (1916–2013), brasilianischer Geologe
- Almeida, Filomena de, osttimoresische Unabhängigkeitsaktivistin
- Almeida, Francisco António de (* 1702), portugiesischer Komponist
- Almeida, Francisco de (1450–1510), portugiesischer SeefahrerFrancisco de Almeida (1450–1510)

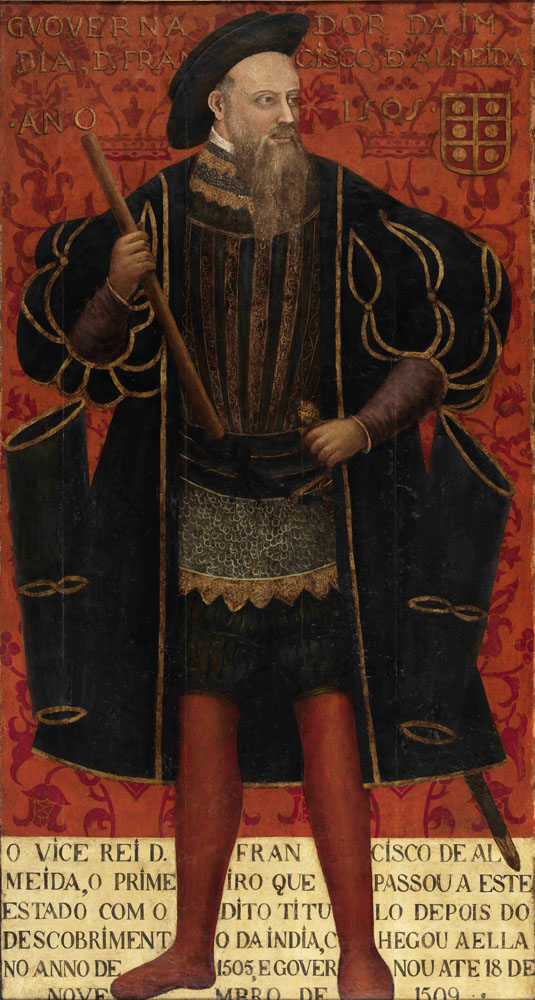
Francisco de Almeida (1450–1510)

- Almeida, Franck de (* 1983), brasilianischer Marathonläufer
- Almeida, Gerald (* 1946), indischer römisch-katholischer Geistlicher, emeritierter Bischof von Jabalpur
- Almeida, Germano (* 1945), kap-verdischer Schriftsteller, Verleger und Rechtsanwalt
- Almeida, Gonçalo (* 1978), portugiesischer Jazz- und Improvisationsmusiker (Bass)
- Almeida, Guilherme de (1890–1969), brasilianischer Autor, Journalist, Übersetzer und Rechtsanwalt
- Almeida, Helena (1934–2018), portugiesische Fotografin und Konzeptkünstlerin
- Almeida, Horácio de (1896–1983), brasilianischer Jurist und Historiker
- Almeida, Horácio de (* 1975), osttimoresischer Jurist und Menschenrechtler
- Almeida, Hugo (* 1984), portugiesischer Fußballspieler
- Almeida, Inês Maria de (* 1963), osttimoresische Diplomatin
- Almeida, Irineu de (1873–1916), brasilianischer Musiker und Komponist
- Almeida, Ivanildo Oliveira (* 1972), brasilianischer römisch-katholischer Geistlicher und Bischof von Cametá
- Almeida, Januário Correia de (1829–1901), portugiesischer Offizier, Kolonialadministrator, Diplomat und Politiker
- Almeida, João (* 1998), portugiesischer RadrennfahrerJoão Almeida (* 1998)

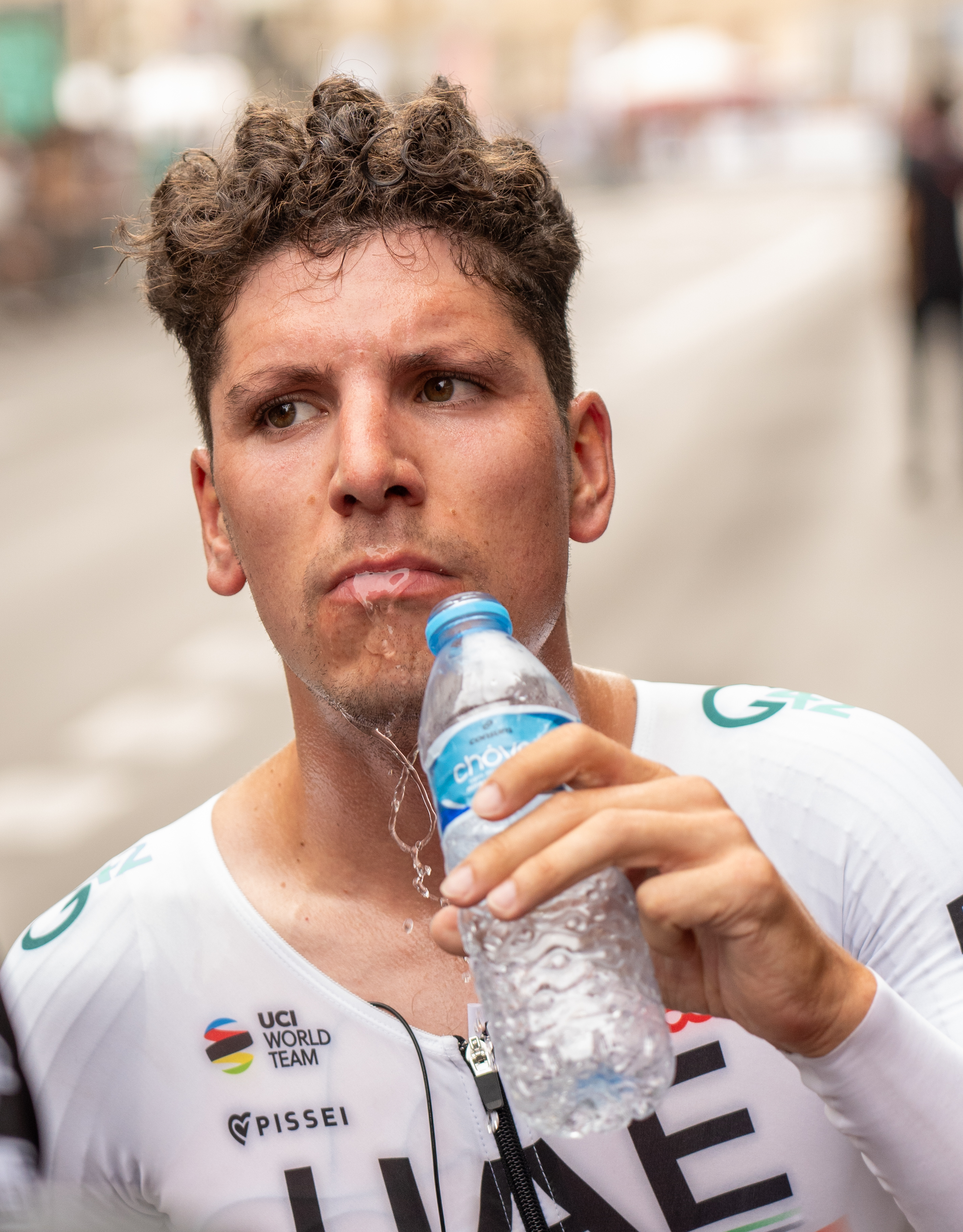
João Almeida (* 1998)

- Almeida, João Crisóstomo Gomes de (1900–1996), portugiesischer römisch-katholischer Geistlicher und Weihbischof in Viseu
- Almeida, João de (1928–2020), portugiesischer Maler und Architekt
- Almeida, João Ferreira de (1628–1691), portugiesischer Missionar und Übersetzer
- Almeida, João Mendes de (1831–1898), brasilianischer Abolitionist, Anwalt, Politiker, Journalist und Lexikograf
- Almeida, Joaquim de (* 1957), portugiesisch-US-amerikanischer SchauspielerJoaquim de Almeida (* 1957)

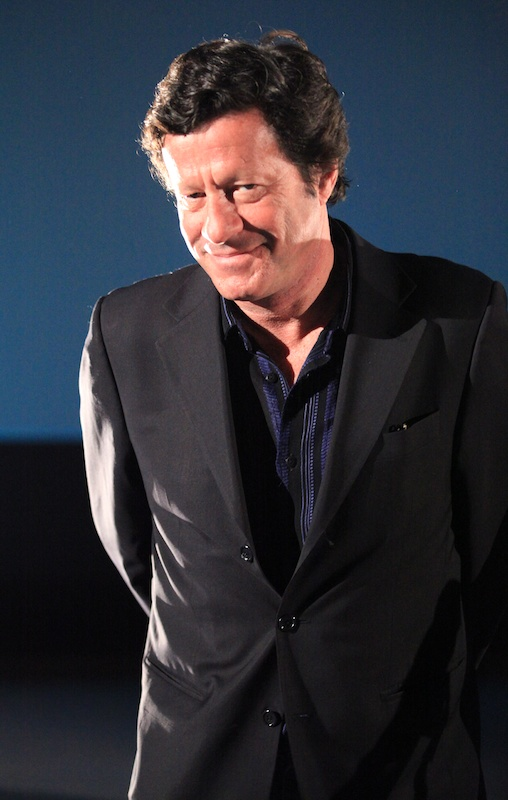
Joaquim de Almeida (* 1957)

- Almeida, Joel (* 1957), portugiesischer Fußballspieler
- Almeida, Joel (* 1991), mexikanischer Fußballtorhüter
- Almeida, José Américo de (1887–1980), brasilianischer Jurist, Politiker und Schriftsteller
- Almeida, José Aparecido Gonçalves de (* 1960), brasilianischer römisch-katholischer Geistlicher, Bischof von Itumbiara
- Almeida, José Valentim Fialho de (1857–1911), portugiesischer Schriftsteller und Journalist
- Almeida, Juan (1927–2009), kubanischer Revolutionär und Politiker
- Almeida, Júlia Lopes de (1862–1934), brasilianische Schriftstellerin, Chronistin, Theatermacherin und Abolitionistin
- Almeida, June (1930–2007), schottische Virologin
- Almeida, Kaio de (* 1984), brasilianischer Schwimmer
- Almeida, Laurindo (1917–1995), brasilianischer Gitarrist
- Almeida, Leopoldo de (1898–1975), portugiesischer Bildhauer und Professor
- Almeida, Lourenço de (1480–1508), portugiesischer Seefahrer
- Almeida, Luís de († 1583), portugiesischer Missionar der Gesellschaft Jesu
- Almeida, Mabi de (1963–2010), angolanischer Fußballtrainer
- Almeida, Manuel Antônio de (1831–1861), brasilianischer Journalist und Schriftsteller
- Almeida, Manuel Lopes de (1900–1980), portugiesischer Historiker, Hochschullehrer und Politiker
- Almeida, Marco D’ (* 1974), portugiesischer Schauspieler
- Almeida, Mariana de (* 1982), argentinische Fußballschiedsrichterassistentin
- Almeida, Matheus Pucinelli de (* 2001), brasilianischer TennisspielerMatheus Pucinelli de Almeida (* 2001)

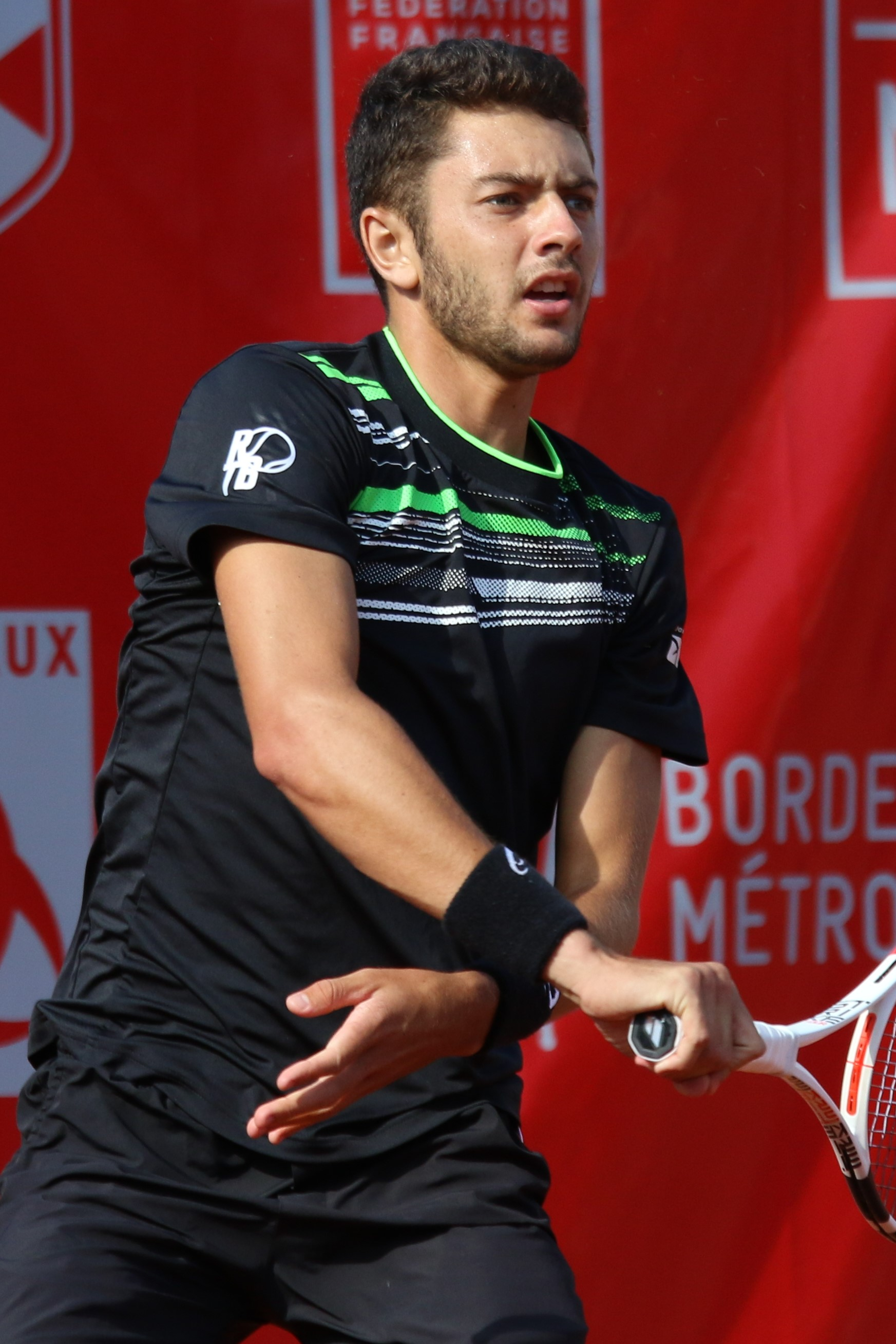
Matheus Pucinelli de Almeida (* 2001)

- Almeida, Michaël D’ (* 1987), französischer Bahnradsportler
- Almeida, Michel (* 1974), portugiesischer Judoka
- Almeida, Miguel Alvaro Osório de (1916–1999), brasilianischer Diplomat
- Almeida, Miguel Calmon du Pin e (1796–1865), brasilianischer Politiker des Kaiserreichs
- Almeida, Miguel Vale de (* 1960), portugiesischer Anthropologe, Universitätsprofessor, Schriftsteller, Politiker und LGBT-Aktivist
- Almeida, Nicolau Tolentino de (1740–1811), portugiesischer Lyriker, Satiriker des Spätbarock
- Almeida, Nuno (* 1975), portugiesischer Fußballschiedsrichter
- Almeida, Nuno Manuel dos Santos (* 1962), portugiesischer römisch-katholischer Geistlicher, Bischof von Bragança-Miranda
- Almeida, Olávio da Costa Monteiro de, osttimoresischer Beamter
- Almeida, Paulo Roberto de (* 1949), brasilianischer Sozialwissenschaftler und Diplomat
- Almeida, Pedro Ramos de (1932–2012), portugiesischer Schriftsteller und kommunistischer Politiker
- Almeida, Roberto Francisco de (* 1941), angolanischer Politiker
- Almeida, Rodinei Marcelo de (* 1992), brasilianischer Fußballspieler
- Almeida, Rodolfo (1923–2006), argentinisch-chilenischer Fußballspieler
- Almeida, Sílvio Tibiriçá de (1867–1924), brasilianischer Autor, Journalist, Romanist und Lusitanist
- Almeida, Tico, US-amerikanischer Autorennfahrer
- Almeida, Vicky de (1959–1986), portugiesisch-deutsches Model und Schauspielerin
- Almeida, Xavier (* 1994), Schweizer Jazzmusiker (Piano, Schlagzeug, Komposition)
- Almeida-Knüttgen, Raphael (* 1991), deutsch-brasilianischer Fußballspieler
- Almeida-Topor, Hélène d’ (1932–2020), französische Historikerin und Afrikanistin
- Almeland, Grunde (* 1991), norwegischer Politiker
- Almellehan, Muzoon (* 1999), syrische Bildungs-Aktivistin
- Almeloveen, Theodoor Jansson ab (1657–1712), holländischer Mediziner
- Almén, Henry (1896–1974), schwedischer Fußballspieler
- Almén, Jonas (* 1984), schwedischer Rock-Musiker, Bass-Gitarrist, Rock-Sänger und Songwriter
- Almén, Rune (* 1952), schwedischer Hochspringer
- Almenar Otero, Carlos (1926–2018), venezolanischer Tenor
- Almenäs, Jessica (* 1975), schwedische Moderatorin und ein ehemaliges Model
- Almenas, Kazys (1935–2017), litauischer Autor, Ingenieur und Physiker
- Almendárez, Nathalie (* 2003), salvadorianische Leichtathletin
- Almendingen, Ludwig Harscher von (1766–1827), nassauischer Rechtsgelehrter und Beamter
- Almendra, Agustín (* 2000), argentinischer Fußballspieler
- Almendra, Jonatan (* 1991), chilenischer Fußballspieler
- Almendra, Patricio (* 1977), chilenischer Fußballspieler
- Almendras, Alejandro D. (1919–1995), philippinischer Politiker
- Almendras, Jose Rene (* 1960), philippinischer Manager und Politiker
- Almendros, Daniel (* 1982), spanischer Eishockeyspieler
- Almendros, Néstor (1930–1992), spanischer Kameramann und Filmregisseur
- Almendros, Vincent (* 1978), französischer Schriftsteller
- Almenräder, Carl (1786–1843), deutscher Fagottist und Instrumentenbauer
- Almenräder, Yasmin (* 1974), deutsche Trainerin im Galoppsport
- Almer, Alexander (* 1959), österreichischer Badmintonspieler
- Almer, Beate (* 1970), deutsches Fotomodell und Schönheitskönigin
- Almer, Christian (1826–1898), Schweizer Bergführer und Bergsteiger
- Almer, Franz (* 1970), österreichischer Fußballtorhüter
- Almer, Margret (* 1962), österreichische Jodlerin und Sängerin volkstümlicher Musik
- Almer, Matthias (* 1994), österreichischer Badmintonspieler
- Almer, Robert (* 1984), österreichischer Fußballtorhüter und TorwarttrainerRobert Almer (* 1984)

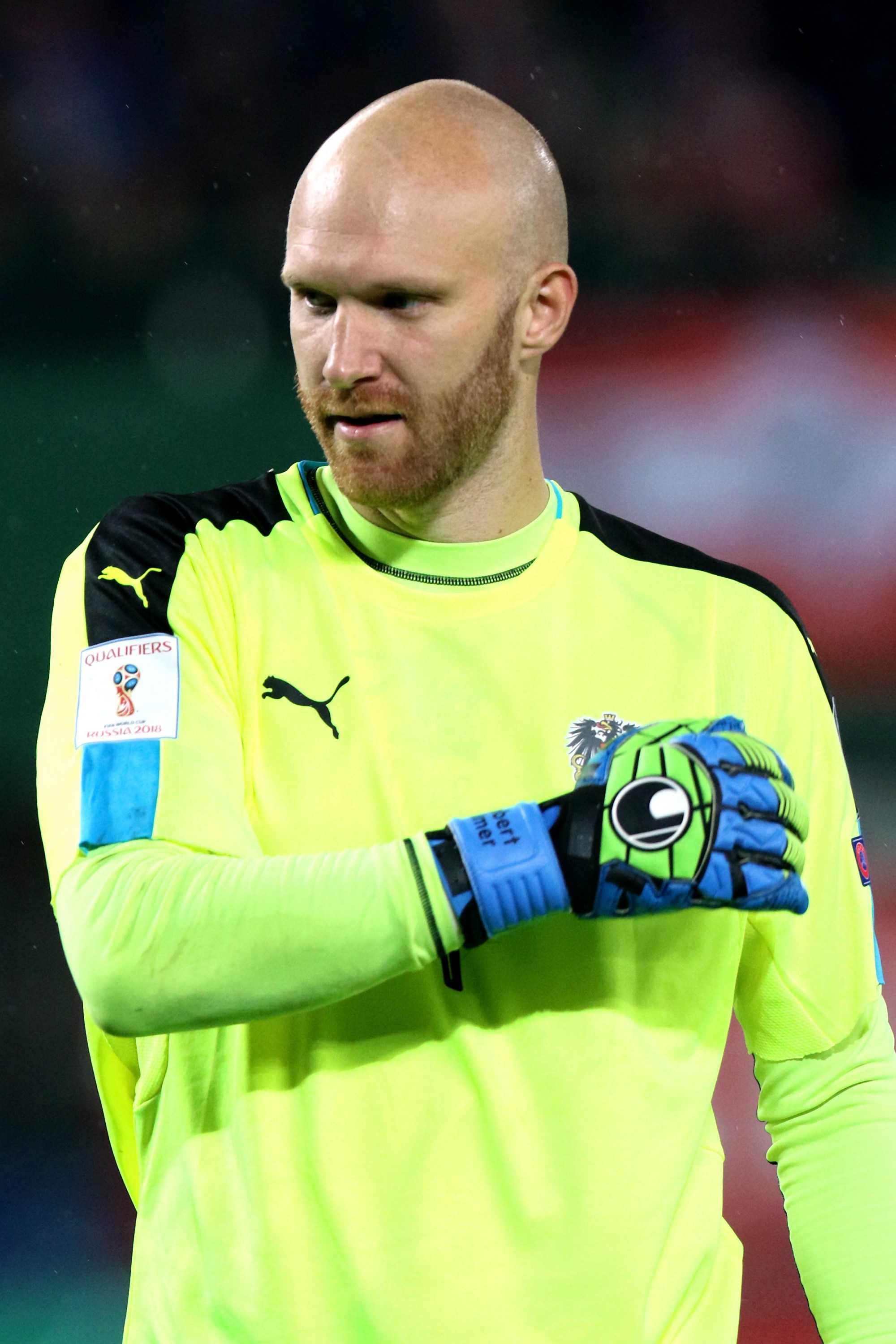
Robert Almer (* 1984)

- Almer, Ulrich (1849–1940), Schweizer Bergsteiger und Bergführer
- Almerares, Federico (* 1985), argentinisch-italienischer Fußballspieler
- Alméras, Alexandre-Félix (1811–1868), Schweizer Politiker
- Alméras, Guillaume d’ († 1676), französischer Aristokrat und Marineoffizier
- Alméras, Jacques (* 1949), französischer Automobilrennfahrer
- Alméras, Jean-Marie (* 1943), französischer Autorennfahrer
- Alméras, Louis (1768–1828), französischer Divisionsgeneral der Infanterie
- Alméras, Philippe (* 1980), französischer Autorennfahrer
- Almereyda, Michael (* 1959), US-amerikanischer Regisseur und Drehbuchautor
- Almerich Grafendorfer († 1267), Bischof von Lavant
- Almerich i Santacreu, Laura (1940–2019), katalanische klassische Konzertgitarristin
- Almerico, Tony (1905–1961), US-amerikanischer Musiker (Trompete, Kornett, Gesang und Bandleader) des Dixieland Jazz und Disk Jockey
- Almert, Marc (* 1991), deutscher Sommelier
- Almesjö, Emelie (* 1990), schwedische Fußballspielerin
- Almesloe, Franz Dominikus von (1704–1760), Titularbischof von Cambysopolis und Weihbischof in Breslau
- Almetow, Alexander Dawletowitsch (1940–1992), russischer Eishockeyspieler
- Almeyda, Clodomiro (1923–1997), chilenischer Politiker und Soziologe
- Almeyda, Matías (* 1973), argentinischer FußballspielerMatías Almeyda (* 1973)

Matías Almeyda (* 1973)

### Almg
- Almgren, Anders (* 1968), schwedischer Fußballspieler und -torwarttrainer
- Almgren, Andreas (* 1995), schwedischer Mittelstreckenläufer
- Almgren, Carl Eric (1913–2001), schwedischer General, Chef des Heeres
- Almgren, Erik (1908–1989), schwedischer Fußballspieler und -trainer
- Almgren, Frederick (1933–1997), US-amerikanischer Mathematiker
- Almgren, Gustav (1906–1936), schwedischer Degenfechter
- Almgren, Johanna (* 1984), schwedische Fußballspielerin
- Almgren, Oscar (1869–1945), schwedischer Prähistoriker

### Almh
- Almhofer, Werner (* 1960), österreichischer Diplomat

### Almi
- Almici, Giuseppe (1904–1985), italienischer Geistlicher, Bischof von Alessandria
- Almighty Voice (1873–1960), kanadischer Lacrossespieler
- Alminaza, Gerardo Alimane (* 1959), philippinischer römisch-katholischer Bischof
- Alminowa, Anna Alexandrowna (* 1985), russische Mittelstreckenläuferin
- Almirante Manzini, Italia (1890–1941), italienische Stummfilmdiva
- Almirante, Ernesto (1877–1964), italienischer Schauspieler
- Almirante, Giacomo (1875–1944), italienischer Schauspieler
- Almirante, Giorgio (1914–1988), italienischer Politiker, MdEPGiorgio Almirante (1914–1988)

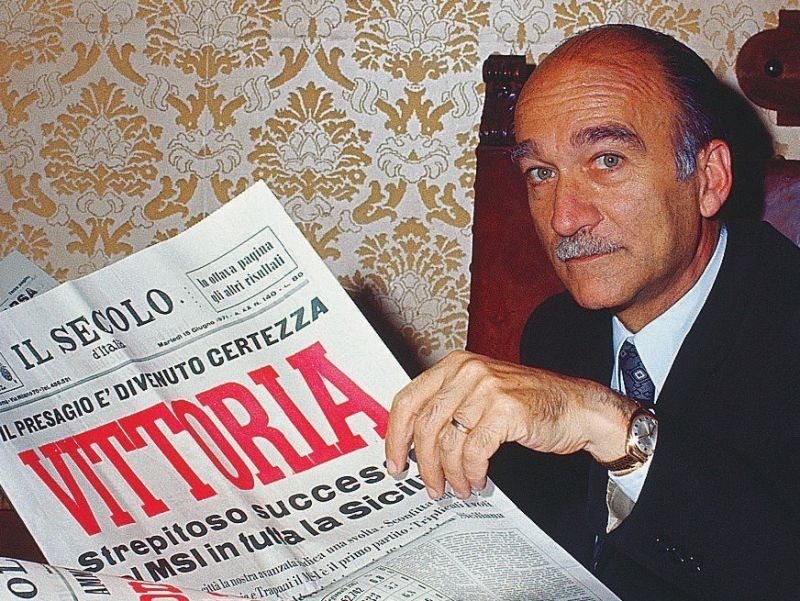
Giorgio Almirante (1914–1988)

- Almirante, Luigi (1886–1963), italienischer Schauspieler
- Almirante, Mario (1890–1964), italienischer Regisseur und Schauspieler besonders der Stummfilmära
- Almirola, Aric (* 1984), US-amerikanischer NASCAR-Rennfahrer
- Almirón Quispesivana, Fidel (* 1979), peruanischer Philologe, Literaturwissenschaftler, Hochschullehrer, Journalist, Schauspieler, Theaterleiter, Dichter und Schriftsteller
- Almirón, César (* 2001), paraguayischer Leichtathlet
- Almirón, Jorge (* 1971), argentinischer Fußballspieler und -trainer
- Almirón, Miguel (* 1994), paraguayischer Fußballspieler
- Almirón, Óscar (1927–2009), argentinischer Ruderer
- Almirón, Sergio Bernardo (* 1980), argentinischer Fußballspieler
- Almirón, Sergio Omar (* 1958), argentinischer Fußballspieler
- Almishri, Khalid (* 1967), libyscher Politiker

### Almk
- Almklausi (* 1969), deutscher PartyschlagersängerAlmklausi (* 1969)

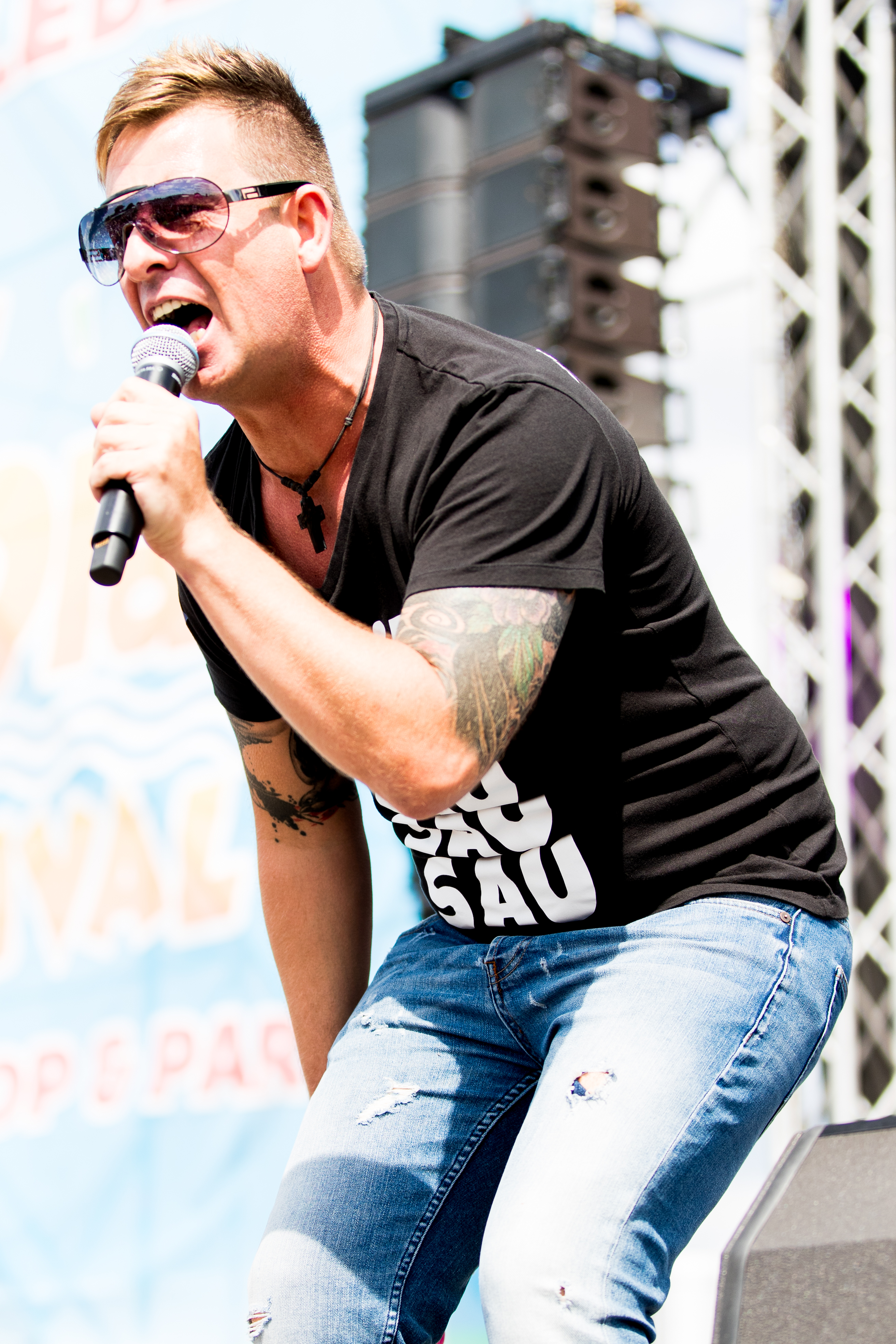
Almklausi (* 1969)

- Almkvist, Erland (1912–1999), schwedischer Segler
- Almkvist, Sune (1886–1975), schwedischer Bandy- und Fußballspieler

### Alml
- Almli, Odd Arne (* 1971), norwegischer Skeletonsportler
- Almlöf, Erik (1891–1971), schwedischer Dreispringer
- Almlöf, Jan (1945–1996), schwedischer theoretischer Chemiker (Quantenchemie)

### Almo
- Almodis de la Marche (1020–1071), Gräfin von La Marche
- Almodóvar, Agustín (* 1955), spanischer Filmproduzent und Schauspieler
- Almodóvar, Pedro (* 1949), spanischer Filmregisseur, Drehbuchautor, FilmproduzentPedro Almodóvar (* 1949)

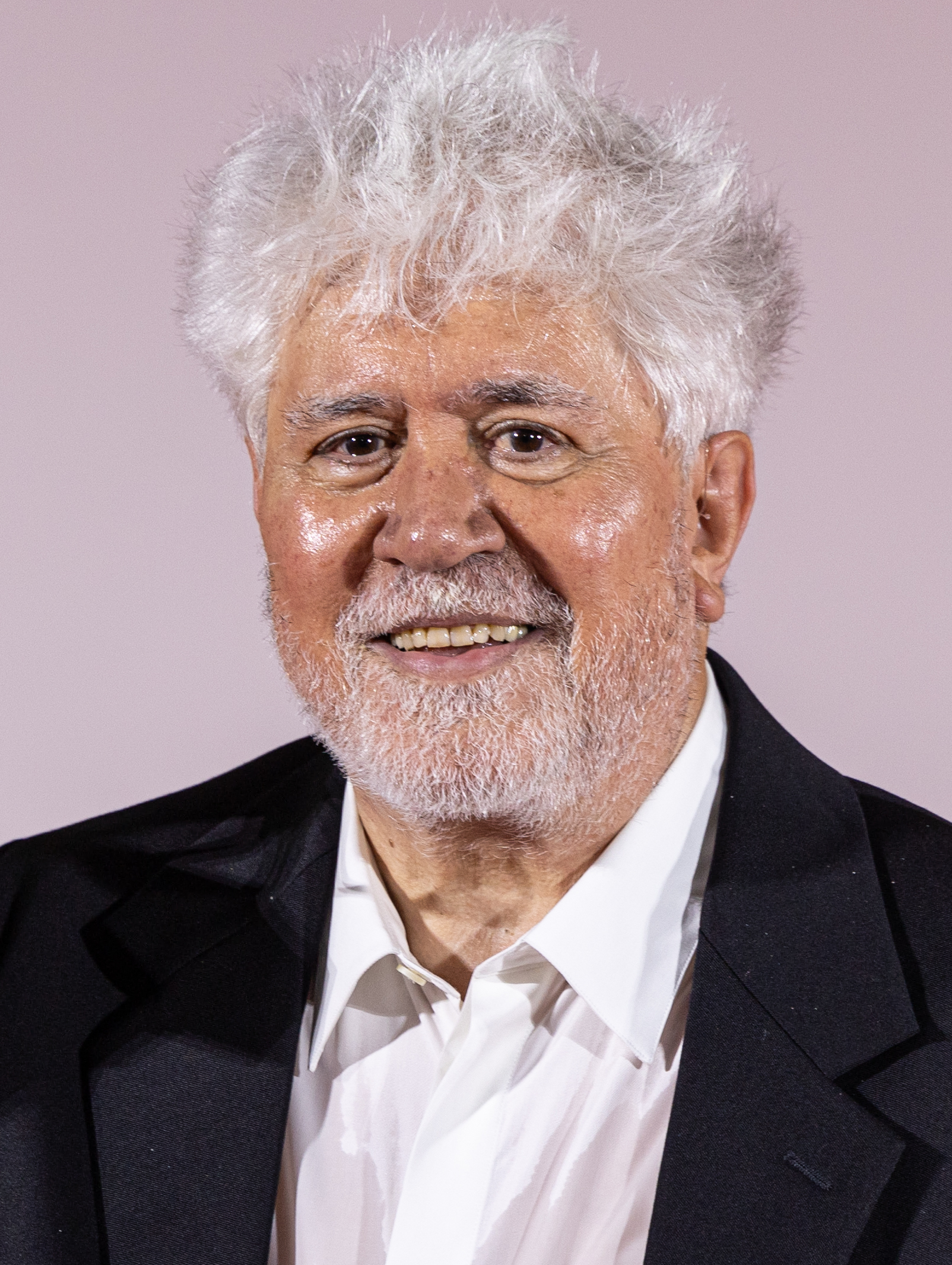
Pedro Almodóvar (* 1949)

- Almog, Aharon (1931–2021), israelischer Schriftsteller, Dichter und Dramatiker
- Almog, Doron (* 1951), israelischer Generalmajor
- Almog, Eylon (* 1999), israelischer Fußballspieler
- Almog, Jehuda (1896–1972), israelischer Politiker und Unternehmer
- Almog, Oz (* 1956), israelisch-österreichischer Künstler
- Almog, Ruth (* 1936), israelische Schriftstellerin
- Almog, Shmuel (1926–2008), israelischer Journalist und Historiker
- Almogi, Yosef (1910–1991), israelischer Politiker
- Almokdad, Louay (* 1982), syrisch-britischer Unternehmer und Politiker
- Almon, Edward B. (1860–1933), US-amerikanischer Rechtsanwalt, Richter und Politiker (Demokratische Partei)
- Almon, John (1737–1805), englischer Journalist, Verleger und Buchhändler
- Almonacid, Patricio (* 1979), chilenischer Straßenradrennfahrer
- Almond, Cliff, US-amerikanischer Jazz- und Fusionmusiker (Schlagzeug)
- Almond, Cody (* 1989), schweizerisch-kanadischer Eishockeyspieler
- Almond, Darren (* 1971), britischer Künstler
- Almond, David (* 1951), britischer Schriftsteller
- Almond, Edward (1892–1979), US-amerikanischer Generalleutnant der US Army
- Almond, Gabriel (1911–2002), US-amerikanischer Politologe
- Almond, James Lindsay (1898–1986), US-amerikanischer Jurist und Politiker
- Almond, Jim (1874–1923), englischer Fußballspieler
- Almond, Johnny (1946–2009), englischer Rock-Saxofonist und Multiinstrumentalist
- Almond, Lincoln (1936–2023), US-amerikanischer Politiker
- Almond, Lucky Joe (1923–1971), US-amerikanischer Country- und Rockabilly-Musiker
- Almond, Marc (* 1957), britischer Sänger und SongwriterMarc Almond (* 1957)

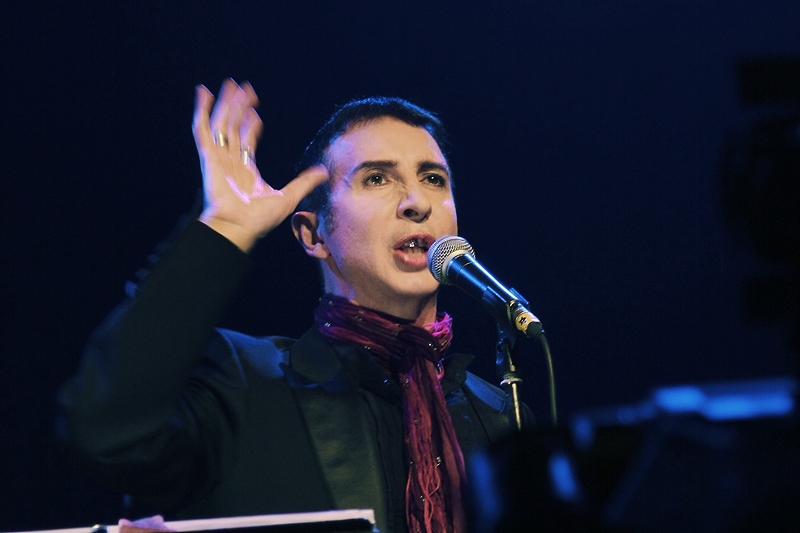
Marc Almond (* 1957)

- Almond, Morris (* 1985), US-amerikanischer Basketballspieler
- Almond, Paul (1931–2015), kanadischer Drehbuchautor, Regisseur und Filmproduzent
- Almond, Steve (* 1966), US-amerikanischer Autor von Kurzgeschichten und Essayist
- Almonde, Cornelius van (1763–1844), Danziger Kaufmann und Konsul
- Almonde, Marianne Angelica van (1804–1866), Danziger Sängerin
- Almonde, Philipp van (1644–1711), niederländischer Vizeadmiral
- Almoneda, Benjamin (1930–2023), philippinischer Geistlicher, römisch-katholischer Bischof von Daet
- Almonte, Juan (1802–1869), mexikanischer General und Staatsmann
- Almorós, Antonio (1922–1977), spanischer Schauspieler
- Álmos, Großfürst der Magyaren
- Álmos, Herzog und König von Kroatien sowie Fürst/Herzog des Neutraer Fürstentums (heute Slowakei)
- Almoukov, Alexei (* 1990), australischer Biathlet
- Almouzni, Geneviève (* 1960), französische Molekularbiologin und Epigenetikerin

### Almq
- Almquist, Elmer H. (1919–2005), US-amerikanischer Offizier, Generalleutnant der US-Army
- Almquist, Justin (* 1976), US-amerikanischer Künstler
- Almquist, Oscar (1908–1986), US-amerikanischer Eishockeyspieler und -trainer
- Almquist, Paula (* 1945), deutsche Journalistin
- Almqvist, Adam (* 1991), schwedischer Eishockeyspieler
- Almqvist, Bertil (1902–1972), schwedischer Kinderbuchautor, Illustrator und Zeitungskarikaturist
- Almqvist, Carl Jonas Love (1793–1866), schwedischer Schriftsteller und Komponist
- Almqvist, Göte (1921–1994), schwedischer Eishockeyspieler
- Almqvist, Ingrid (1927–2017), schwedische Speerwerferin
- Almqvist, Pontus (* 1999), schwedischer Fußballspieler
- Almqvist, Reine (* 1949), schwedischer Fußballspieler und Fußballtrainer
- Almqvist-Brogren, Gertrud (1875–1954), schwedische Schriftstellerin

### Alms
- Alms, Barbara (* 1945), deutsche Philosophin, Germanistin und Kunstwissenschaftlerin
- Alms, Bettina (* 1964), deutsche Blockflötistin, Violinistin, Sängerin und Musikpädagogin
- Alms, Eckardt (* 1954), deutscher Fußballspieler
- Alms, Gernot (* 1962), deutscher Fußballspieler
- Almsick, Franziska van (* 1978), deutsche SchwimmerinFranziska van Almsick (* 1978)

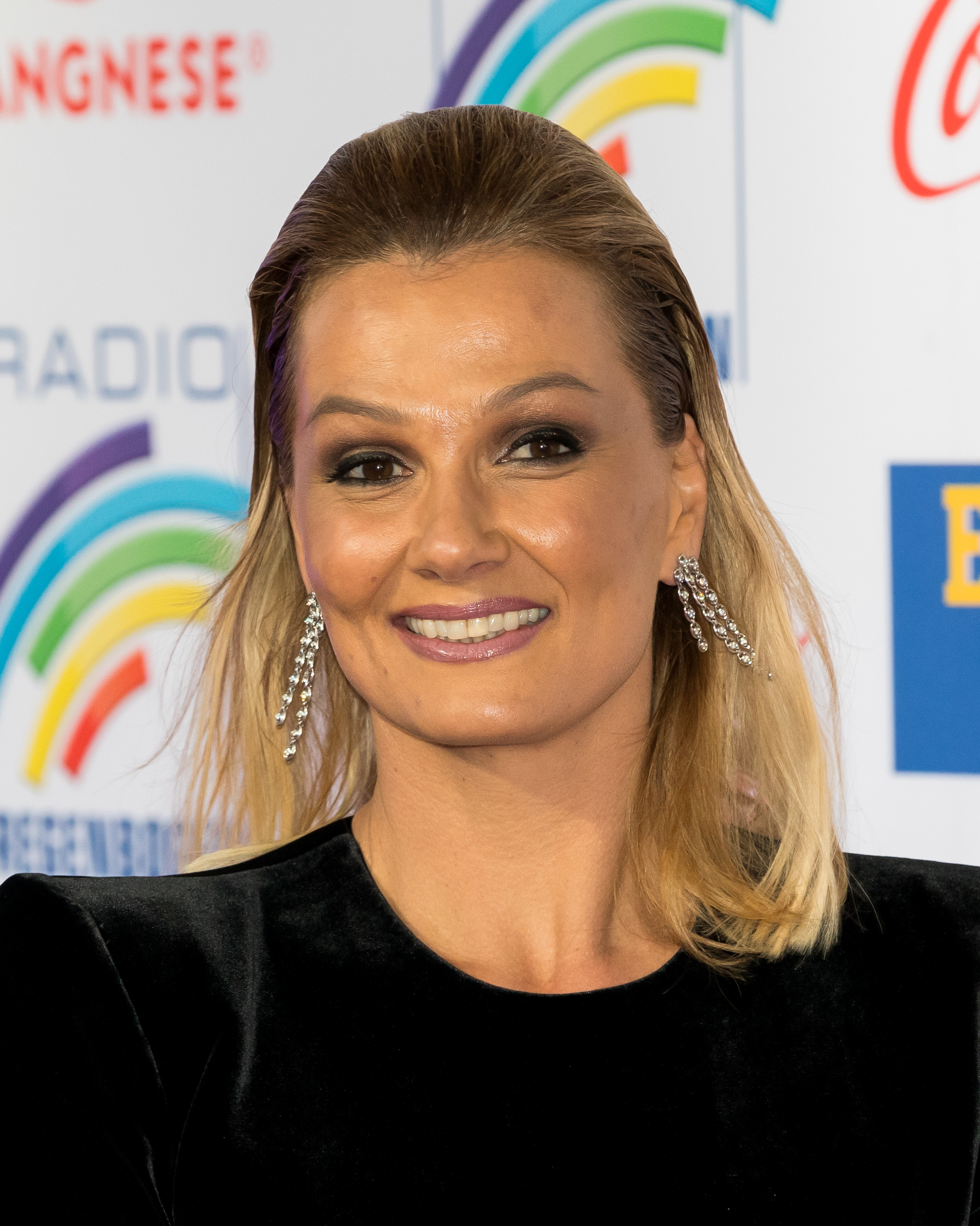
Franziska van Almsick (* 1978)

- Almsick, Wilhelm Helmuth van (1903–1985), deutscher Diplomat
- Almstadt, Bernhard (1897–1944), deutscher KPD-Funktionär und Widerstandskämpfer
- Almstädt, Eva (* 1965), deutsche Krimiautorin
- Almstadt, Ludwig (1922–2009), deutscher Architekt und Baubeamter
- Almstadt, Otto (1940–2023), deutscher Künstler
- Almstedt, Gunnar (1926–2002), schwedischer Jazz-Bassist
- Almstedt, Jonathan (* 1999), deutscher Basketballspieler
- Almstedt, Matthias (* 1953), deutscher Liedermacher, Pädagoge und Autor
- Almstedt, Matthias (* 1966), deutscher Wirtschaftswissenschaftler
- Almstedt, Percy (1888–1937), schwedischer Segler
- Almström, Björn (* 1959), schwedischer Squashspieler

### Almu
- Almubaraki, Anmar (* 1991), irakischer Fußballspieler
- Almunia, Joaquín (* 1948), spanischer Politiker
- Almunia, Manuel (* 1977), spanischer FußballtorhüterManuel Almunia (* 1977)

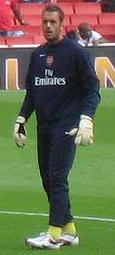
Manuel Almunia (* 1977)

- Almuro, André (1927–2009), französischer Komponist, Hörspielautor und Kurzfilmregisseur
- Almusibli, Mohamed (* 1990), Direktor der Kunsthalle Basel
- Almut von Wetter, Heilige
- Almutairi, Adah (* 1976), US-amerikanische Wissenschaftlerin und Erfinderin